# Castela jacquiniifolia
Castela jacquiniifolia là một loài thực vật có hoa trong họ Thanh thất. Loài này được (Small) Ekman ex Urb. mô tả khoa học đầu tiên năm 1924.